# تور هتل اونیکس
تور هتل اونیکس (انگلیسی: The Onyx Hotel Tour) پنجمین تور کنسرتی بریتنی اسپیرز، خواننده آمریکایی است. این تور در ۲ مارس ۲۰۰۴ آغاز شد و در ۶ ژوئن ۲۰۰۴ خاتمه یافت.

## ترانه‌ها
1. "سمی"
2. "حفاظتی بیش از حد"
3. "پسرها (ترانه)"
4. "زورآزمایی"
5. "عزیزم یک بار دیگر…"
6. "اوه!... باز هم دسته‌گل به آب دادم"
7. "دیوانه(ام کردی)"
8. "هربار"
9. "ارتباط"
10. "من برده تو هستم"
11. "سایه"
12. "دست‌هایم را لمس کن"
13. "نفس کشیدن بر من"
14. "تکان‌دهنده"
15. "بوم بوم"
16. "من در برابر موسیقی"

## اجراها
| تاریخ          | شهر                     | کشور                | محل برگزاری                      | جمعیت حاضر                | میزان فروش بلیط |        |
| آمریکا         | آمریکا                  | آمریکا              | آمریکا                           | آمریکا                    | آمریکا          | آمریکا |
| -------------- | ----------------------- | ------------------- | -------------------------------- | ------------------------- | --------------- | ------ |
| مارس ۲, ۲۰۰۴   | سن دیگو                 | ایالات متحده آمریکا | iPayOne Arena                    | ۱۱٬۵۷۸ / ۱۴٬۳۹۱           | $۶۶۶٬۰۱۵        |        |
| مارس ۳, ۲۰۰۴   | گلندیل، آریزونا         | ایالات متحده آمریکا | Glendale Arena                   | ۱۳٬۱۴۳ / ۱۳٬۷۱۸           | $۷۸۶٬۴۷۳        |        |
| مارس ۵, ۲۰۰۴   | فرزنو، کالیفرنیا        | ایالات متحده آمریکا | Save Mart Center                 | ۱۲٬۷۱۰ / ۱۲٬۷۱۰           | $۷۷۸٬۵۷۷        |        |
| مارس ۶, ۲۰۰۴   | لاس وگاس                | ایالات متحده آمریکا | ام‌جی‌ام گرند گاردن آرنا           | ۱۳٬۲۹۷ / ۱۳٬۲۹۷           | $۱٬۰۷۵٬۱۰۵      |        |
| مارس ۸, ۲۰۰۴   | لس آنجلس                | ایالات متحده آمریکا | استیپلز سنتر                     | ۱۵٬۰۵۹ / ۱۵٬۱۷۱           | $۱٬۰۶۰٬۰۵۷      |        |
| مارس ۹, ۲۰۰۴   | اوکلند، کالیفرنیا       | ایالات متحده آمریکا | اوراکل آرینا                     | ۱۱٬۶۵۹ / ۱۱٬۶۵۹           | $۸۲۳٬۹۶۳        |        |
| مارس ۱۱, ۲۰۰۴  | پورتلند، اورگن          | ایالات متحده آمریکا | مودا سنتر                        | ۷٬۷۸۱ / ۱۱٬۵۶۲            | $۵۰۹٬۶۷۵        |        |
| مارس ۱۲, ۲۰۰۴  | سیاتل                   | ایالات متحده آمریکا | KeyArena                         | ۱۰٬۴۲۶ / ۱۰٬۸۹۸           | $۶۵۰٬۲۰۸        |        |
| مارس ۱۵, ۲۰۰۴  | دنور                    | ایالات متحده آمریکا | پپسی سنتر                        | ۱۱٬۴۳۹ / ۱۵٬۷۰۰           | $۶۳۹٬۶۸۲        |        |
| مارس ۱۷, ۲۰۰۴  | اوماها، نبراسکا         | ایالات متحده آمریکا | Qwest Center Arena               | ۱۱٬۸۷۱ / ۱۳٬۵۶۷           | $۶۲۶٬۸۷۱        |        |
| مارس ۱۸, ۲۰۰۴  | مولین، ایلینوی          | ایالات متحده آمریکا | iWireless Center                 | ۸٬۶۹۷ / ۱۰٬۴۶۳            | $۵۱۶٬۶۹۴        |        |
| مارس ۲۳, ۲۰۰۴  | آتلانتا                 | ایالات متحده آمریکا | فیلیپس آرنا                      | ۱۲٬۴۵۶ / ۱۴٬۱۴۴           | $۷۹۳٬۸۱۴        |        |
| مارس ۲۴, ۲۰۰۴  | کلمبیا، کارولینای جنوبی | ایالات متحده آمریکا | Colonial Center                  | ۱۲٬۷۳۷ / ۱۲٬۷۳۷           | $۷۱۵٬۶۸۳        |        |
| مارس ۲۵, ۲۰۰۴  | جکسون‌ویل، فلوریدا       | ایالات متحده آمریکا | Veterans Memorial Arena          | ۱۱٬۲۲۷ / ۱۱٬۲۲۷           | $۷۰۴٬۹۶۱        |        |
| مارس ۲۸, ۲۰۰۴  | میامی                   | ایالات متحده آمریکا | امریکن ایرلاینز آرینا            | ۱۲٬۸۸۰ / ۱۲٬۸۸۰           | $۸۲۶٬۵۴۳        |        |
| مارس ۲۹, ۲۰۰۴  | اورلندو، فلوریدا        | ایالات متحده آمریکا | TD Waterhouse Centre             | ۱۰٬۱۸۹ / ۱۰٬۱۸۹           | $۶۵۸٬۲۹۵        |        |
| مارس ۳۱, ۲۰۰۴  | فیلادلفیا               | ایالات متحده آمریکا | ولز فارگو سنتر (فیلادلفیا)       | ۱۵٬۴۰۰ / ۱۵٬۴۰۰           | $۱٬۰۰۲٬۳۱۶      |        |
| آوریل ۳, ۲۰۰۴  | تورنتو                  | کانادا              | ایر کانادا سنتر                  | ۱۶٬۴۰۹ / ۱۶٬۴۰۹           | $۹۹۳٬۰۱۰        |        |
| آوریل ۴, ۲۰۰۴  | مونترآل                 | کانادا              | Bell Centre                      | ۱۲٬۹۴۲ / ۱۲٬۹۴۲           | $۸۵۷٬۰۰۳        |        |
| آوریل ۶, ۲۰۰۴  | منچستر، نیوهمپشایر      | United States       | Verizon Wireless Arena           | ۹٬۱۴۱ / ۹٬۲۷۰             | $۶۰۲٬۶۴۳        |        |
| آوریل ۸, ۲۰۰۴  | پراویدنس                | United States       | Dunkin' Donuts Center            | ۱۰٬۶۲۸ / ۱۰٬۷۶۲           | $۶۶۸٬۵۰۶        |        |
| آوریل ۹, ۲۰۰۴  | ترنتون                  | United States       | Sovereign Bank Arena             | ۷٬۴۱۱ / ۷٬۴۱۱             | $۵۲۸٬۷۸۴        |        |
| آوریل ۱۰, ۲۰۰۴ | رادرفورد شرقی، نیوجرسی  | United States       | Continental Airlines Arena       | ۱۷٬۰۰۰ / ۱۷٬۲۱۹           | $۹۵۹٬۳۰۶        |        |
| آوریل ۱۳, ۲۰۰۴ | روزمونت، ایلینوی        | United States       | Allstate Arena                   | ۱۳٬۳۸۳ / ۱۴٬۸۸۲           | $۸۶۶٬۶۷۸        |        |
| آوریل ۱۴, ۲۰۰۴ | آوبرن‌هیلز، میشیگان      | United States       | The Palace of Auburn Hills       | ۱۳٬۰۵۹ / ۱۳٬۹۹۸           | $۷۳۰٬۰۴۵        |        |
| اروپا          |                         |                     |                                  |                           |                 |        |
| آوریل ۲۶, ۲۰۰۴ | لندن                    | انگلستان            | ومبلی آرنا                       | ۴۱٬۸۲۳ / ۴۳٬۸۴۰           | $۲٬۱۷۹٬۸۲۰      |        |
| آوریل ۲۷, ۲۰۰۴ | لندن                    | انگلستان            | ومبلی آرنا                       | ۴۱٬۸۲۳ / ۴۳٬۸۴۰           | $۲٬۱۷۹٬۸۲۰      |        |
| آوریل ۲۹, ۲۰۰۴ | گلاسگو                  | اسکاتلند            | SECC                             | ۱۷٬۶۱۷ / ۱۸٬۲۰۲           | $۸۹۸٬۳۹۰        |        |
| آوریل ۳۰, ۲۰۰۴ | گلاسگو                  | اسکاتلند            | SECC                             | ۱۷٬۶۱۷ / ۱۸٬۲۰۲           | $۸۹۸٬۳۹۰        |        |
| می ۱, ۲۰۰۴     | منچستر                  | England             | منچستر آرنا                      | ۱۴٬۲۷۲ / ۱۴٬۴۴۶           | $۷۴۷٬۷۵۱        |        |
| می ۳, ۲۰۰۴     | London                  | England             | Wembley Arena                    | —                         | —               |        |
| می ۴, ۲۰۰۴     | London                  | England             | Wembley Arena                    | —                         | —               |        |
| می ۵, ۲۰۰۴     | بیرمنگام                | England             | National Indoor Arena            | ۱۲٬۴۰۴ / ۱۲٬۴۰۴           | $۶۴۳٬۵۸۱        |        |
| می ۷, ۲۰۰۴     | روتردام                 | هلند                | Ahoy Rotterdam                   | ۹٬۵۰۰ / ۹٬۵۰۰             | $۴۹۸٬۷۷۸        |        |
| می ۹, ۲۰۰۴     | کپنهاگ                  | دانمارک             | Forum Copenhagen                 | ۱۰٬۸۹۱ / ۱۰٬۸۹۱           | $۴۴۳٬۹۷۴        |        |
| می ۱۰, ۲۰۰۴    | اسلو                    | نروژ                | Oslo Spektrum                    | ۸٬۹۷۴ / ۸٬۹۷۴             | $۴۹۱٬۱۳۸        |        |
| می ۱۱, ۲۰۰۴    | استکهلم                 | سوئد                | اریکسون گلوب                     | ۱۳٬۶۳۵ / ۱۴٬۰۴۵           | $۶۸۶٬۱۰۲        |        |
| می ۱۴, ۲۰۰۴    | فرانکفورت               | آلمان               | Festhalle Frankfurt              | ۸٬۳۵۹ / ۹٬۰۰۰             | $۳۹۳٬۶۲۸        |        |
| می ۱۵, ۲۰۰۴    | هامبورگ                 | آلمان               | Color Line Arena                 | ۸٬۲۱۵ / ۹٬۰۰۰             | $۴۱۴٬۰۲۸        |        |
| می ۱۶, ۲۰۰۴    | برلین                   | آلمان               | Velodrom                         | ۱۲٬۰۰۰ / ۱۲٬۰۰۰           | $۶۴۷٬۲۸۰        |        |
| می ۱۸, ۲۰۰۴    | لیون                    | فرانسه              | Halle Tony Garnier               | ۱۵٬۷۹۵ / ۱۶٬۲۰۰           | $۶۶۸٬۹۵۷        |        |
| می ۱۹, ۲۰۰۴    | میلان                   | ایتالیا             | مدیولانوم فوروم                  | ۹٬۵۴۸ / ۹٬۵۴۸             | $۴۰۲٬۱۰۰        |        |
| می ۲۰, ۲۰۰۴    | زوریخ                   | سوئیس               | Hallenstadion                    | ۱۳٬۰۰۰ / ۱۳٬۰۰۰           | $۶۱۹٬۷۴۳        |        |
| می ۲۲, ۲۰۰۴    | وین                     | اتریش               | Wiener Stadthalle                | ۹٬۵۱۲ / ۱۰٬۰۰۰            | $۵۲۸٬۴۷۶        |        |
| می ۲۳, ۲۰۰۴    | بوداپست                 | مجارستان            | سالن ورزشی لاسلو پاپ بوداپست     | ۱۱٬۶۴۹ / ۱۲٬۰۰۰           | $۷۰۸٬۷۳۹        |        |
| می ۲۵, ۲۰۰۴    | مونیخ                   | Germany             | Olympiahalle                     | ۸٬۸۳۲ / ۹٬۵۰۰             | $۴۵۶٬۴۴۳        |        |
| می ۲۸, ۲۰۰۴    | اوبرهاوزن               | Germany             | König Pilsener Arena             | ۹٬۲۸۴ / ۱۰٬۰۰۰            | $۴۷۰٬۸۰۶        |        |
| می ۲۹, ۲۰۰۴    | خنت                     | بلژیک               | Flanders Expo                    | ۱۲٬۵۱۵ / ۱۲٬۵۱۵           | $۵۸۵٬۹۲۷        |        |
| می ۳۰, ۲۰۰۴    | پاریس                   | France              | Palais Omnisports de Paris-Bercy | ۱۶٬۴۴۸ / ۱۶٬۵۰۰           | $۸۰۳٬۵۵۸        |        |
| ژوئن ۱, ۲۰۰۴   | بلفاست                  | ایرلند شمالی        | Odyssey Arena                    | ۹٬۵۲۳ / ۱۰٬۰۰۰            | $۷۵۰٬۸۳۲        |        |
| ژوئن ۲, ۲۰۰۴   | دوبلین                  | ایرلند              | Point Theatre                    | ۱۶٬۴۶۱ / ۱۶٬۴۶۱           | $۸۸۰٬۵۰۴        |        |
| ژوئن ۳, ۲۰۰۴   | دوبلین                  | ایرلند              | Point Theatre                    | ۱۶٬۴۶۱ / ۱۶٬۴۶۱           | $۸۸۰٬۵۰۴        |        |
| ژوئن ۵, ۲۰۰۴   | لیسبون                  | پرتغال              | Parque da Bela Vista             | —                         | —               |        |
| ژوئن ۶, ۲۰۰۴   | دوبلین                  | ایرلند              | RDS Arena                        | ۲۵٬۳۶۷ / ۲۷٬۵۰۰           | $۱٬۳۵۹٬۶۴۸      |        |
| جمع            | جمع                     | جمع                 | جمع                              | ۶۱۸٬۱۴۶ / ۶۲۰٬۶۳۲ (۹۷٫۱٪) | $۳۵٬۳۲۱٬۱۱۰     |        |